# Шмакове (станція)
Шма́кове — проміжна залізнична станція Криворізької дирекції Придніпровської залізниці на електрифікованій лінії Саксагань — Кривий Ріг-Головний між станціями Мудрьона (6 км) та Вечірній Кут (5 км). Розташована у Саксаганському районі міста Кривого Рогу Дніпропетровської області.

## Історія
Відкрита у 1886 році, як колійний пост, згодом перетворилася на залізничну вантажну станцію.  Є однією з найстаріших залізничних станцій Криворіжжя.

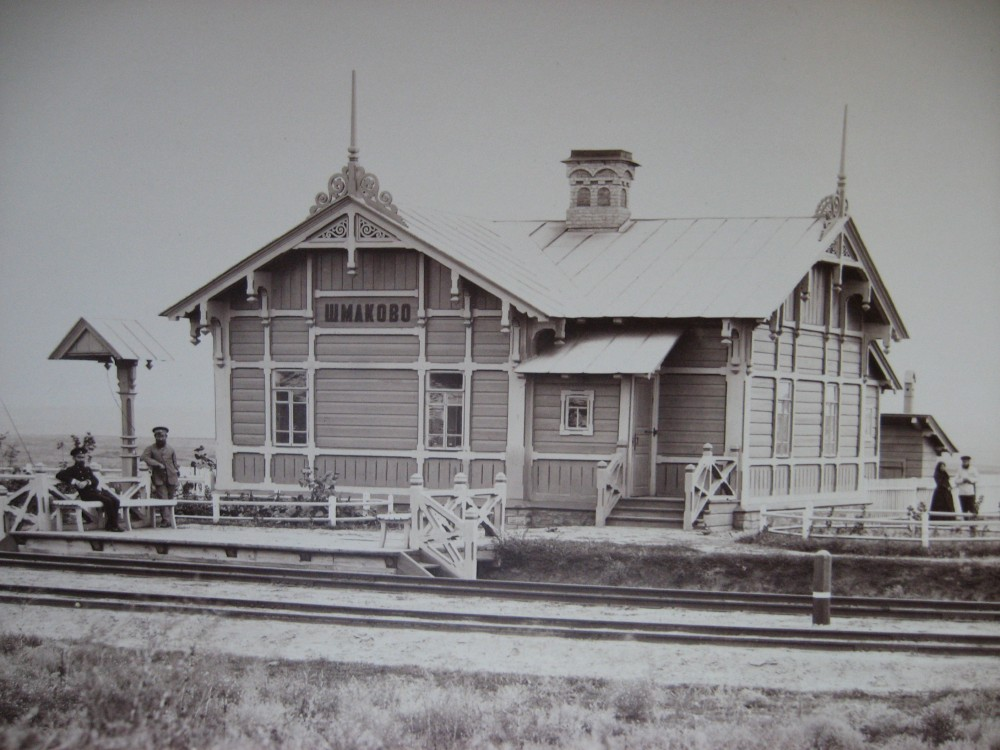
Колійний пост Шмакове Катерининської залізниці (1893)

## Пасажирське сполучення
На станції Шмакове зупиняються приміські електропоїзди сполученням П'ятихатки — Кривий Ріг-Головний — Тимкове.